# Volémitol
Le volémitol est un heptitol naturellement présent dans la nature, découvert en 1889 dans un champignon. Ce sucre polyol est très répandu dans les plantes dites « supérieures » telles que les Rhodophytas, les fungis, les mousses et les lichens.

## Historique
Le volémitol a été isolé pour la première fois à partir du champignon Lactarius volemus (d'où il tire son nom) par un scientifique français : Émile Bourquelot, en 1889.
En 1985, le volémitol a été évalué par le comité scientifique de l'union européenne comme édulcorant de masse, cependant il a été rejeté par le comité car aucune information toxicologique n'était disponible pour évaluer son impact sur la santé humaine.

## Origine
Le volémitol est présent dans la Primula, où il joue plusieurs rôles physiologiques. C'est un produit majeur de la photosynthèse, pour le phloème et le Primula, où il permet le stockage et la translocation des glucides. Dans le primula, le volémitol est formé par l'action d'une enzyme réductase, la sedoheptulose réductase.
Le volémitol a aussi été trouvé comme composant des lipopolysaccharides de l'E. coli.

## Propriétés
Le volémitol est un heptitol, c'est un sucre polyol comme le sorbitol, mais avec un atome de carbone en plus. Il possède sept fonctions alcool.
Le volémitol est très soluble dans l'eau et faiblement dans l'éthanol.
Le volémitol a une saveur sucrée faible et se présente à température ambiante sous forme cristalline blanche.